# Концентрациони логор Укермарк
Концентрациони логор Укермарк је до 1945. био мали нацистички концентрациони логор за девојке у близини логора Равензбрик у Фирстенбергу. У јануару 1945. претворен је у „ванредни“ логор смрти.
Логор је отворен у мају 1942, као логор за девојке узраста од 16 до 21 године, за које се сматрало да су проблематичне и склоне криминалу. Девојке које би напуниле 21 годину пребациване су у логор Равензбрик. Управу логора је постављала администрација логора Равензбрик. Прва управница логора је била Лоте Тоберенц, а познато је име још једне управнице, Јохане Брах. Обадвема им је суђено током Трећег равензбришког процеса.
У јануару 1945, логор за девојке је затворен а његова инфраструктура је касније коришћена као логор смрти за „жене које су биле болесне, непродуктивне, и које су имале преко 52 године“. Убијено је преко 5.000 жена, а преживело их је само 500. Логор је затворен у марту 1945, а совјетске снаге су га ослободиле у ноћи између 29. и 30. априла исте године.